# Tegeates
Tegeates (altgriechisch Τεγεάτης Tegeátēs), Sohn des Lykaon, ist eine Gestalt der griechischen Mythologie.
Er war ein Enkel des Pelasgos und Gründer (eponymer Heros) der arkadischen Stadt Tegea. Seine Gemahlin war Maira, eine Tochter des Atlas, mit der er die Söhne Skephros und Leimon zeugte.
Nach einer arkadischen Sagenversion sei er auch Vater von Kydon, Archedios und Gortys gewesen, die auf Kreta Städte gegründet hätten, wohingegen die Kreter diesen drei Städtegründern andere Väter zuschrieben.